# مازن غنيم
مازن محمد راتب غنيم (وُلد في 20 ديسمبر 1966 في القدس) وزير فلسطيني، شغل منصب رئيس سُلطة المياه الفلسطينية بين عامي 2014 و2024.

## الحياة العملية
في 1 أبريل 2003، عُين مديرًا عامًا في وزارة الطاقة والموارد الطبيعية الفلسطينية.
في 17 يناير 2006، اختير عضوًا في لجنة تمثل السلطة الوطنية الفلسطينية في اللجنة التوجيهية لدراسة جدوى مشروع قناة البحرين.
في 17 فبراير 2006، عُين مساعدًا لنائب رئيس سُلطة الطاقة والموارد الطبيعية الفلسطينية.
في 19 فبراير 2006، عُين وكيلًا لوزارة الأشغال العامة والإسكان الفلسطينية.
في 15 يناير 2008، نُقل غنيم من سُلطة الطاقة والموارد الطبيعية الفلسطينية وعُين وكيلًا لوزارة الحكم المحلي الفلسطينية.
في عام 2009، فاز بانتخابات المجلس الثوري لحركة فتح التي عُقدت أثناء المؤتمر السادس لحركة فتح في بيت لحم وصار عضوًا فيه.
في 19 أغسطس 2014، نُقل غنيم من وزارة الحكم المحلي الفلسطينية وعُين رئيسًا لسلطة المياه الفلسطينية وبدرجة وزير. واستمر حتى عام 2024.
في 20 أبريل 2015، عُين عضوًا في مجلس أمناء مؤسسة محمود درويش.
في 3 سبتمبر 2024، أنهى مازن مهامه رئيسًا لسلطة المياه تطبيقًا لقرار مجلس الوزراء رقم (12/19/ر.و) لعام 2024.
في 31 أكتوبر 2024، أدى غنيم اليمين القانونية أمام الرئيس الفلسطيني محمود عباس سفيرًا لدولة فلسطين لدى السعودية. وفي 5 نوفمبر 2024، سلم أوراق اعتماده إلى وزارة الخارجية السعودية.